# Шацька селищна територіальна громада
Шацька селищна територіальна громада — об'єднана територіальна громада в Україні, у Ковельському районі Волинської області. Адміністративний центр — селище Шацьк.
Площа громади — 761.1 кв.км., населення — 16 482 мешканців (2020).
Утворена 30 вересня 2015 року шляхом об'єднання Шацької селищної та Прип'ятської, Самійличівської сільських рад Шацького району..
12 червня 2020 року затверджено територію Шацької об'єднаної територіальної громади у складі таких територіальних громад (населених пунктів), території яких ввійшли до складу території Шацької об'єднаної територіальної громади:
- Шацька;
- Грабівська;
- Піщанська;
- Піщанська;
- Пулемецька;
- Пульмівська;
- Ростанська;
- Самійличівська;
- Світязька;

а також населений пункт — адміністративний центр територіальної громади — селище Шацьк.

## Населені пункти
До складу громади входять 1 селище та 30 сіл, об'єднані у 8 старостинських округів: 
- - селище Шацьк
  - с. Гаївка
  - с. Мельники
- Грабівський старостинський округ:
  - с. Грабове
  - с. Адамчуки
  - с. Голядин
  - с. Смолярі-Світязькі
- Піщанський старостинський округ:
  - с. Піща
  - с. Затишшя
  - с. Кам'янка
  - с. Острів'я
- Пульмівський старостинський округ:
  - с. Пульмо
  - с. Вільшанка
  - с. Залісся
  - с. Кошари
- Пулемецький старостинський округ:
  - с. Пулемець
- Прип'ятський старостинський округ:
  - с. Прип'ять
  - с. Вілиця
  - с. Кропивники
  - с. Плоске
- Ростанський старостинський округ:
  - с. Ростань
  - с. Красний Бір
  - с. Перешпа
  - с. Хрипськ
- Світязький старостинський округ:
  - с. Світязь
  - с. Омельне
  - с. Підманове
- Самійличівський старостинський округ:
  - с. Самійличі
  - с. Пехи
  - с. Положеве
  - с. Хомичі

## Географія
Водоймища на території, підпорядкованій громаді: озера Чорне, Люцимир, Соминець, Карасинець, Озерець, Плотиччя, Кругле, Довге, Світязь, Пісочне, Кримно, Перемут.